# 煙嶼
煙嶼（英語：Yan Islet）位於中華民國（台灣）福建省金門縣境內，為金門群島的一部分，行政區劃隸屬烈嶼鄉。該島面積不大，地勢低平，四周環繞沙洲與潮間帶，屬於金門沿岸的小型離島之一。

## 地理位置
煙嶼位於烈嶼西北方，與大膽島、二膽島同屬金門群島中的戰略要地。該島在潮汐變化時，部分區域可能與烈嶼相連，形成潮間帶生態環境。由於島嶼面積小且未有固定居民，主要作為軍事用途及自然保護區。

## 歷史背景
煙嶼長期以來屬於金門地區的一部分，歷史上曾因軍事因素被劃為中華民國國軍駐守的前線據點之一。在國共內戰及八二三炮戰期間，金門群島周邊的離島均有戰略價值，煙嶼亦曾受到關注。隨著兩岸關係變化，該島目前已非主要軍事據點，但仍受金門防衛指揮部管轄。

## 自然環境
煙嶼周邊為典型的潮間帶與沙灘地形，擁有豐富的潮間帶生物，如招潮蟹、彈塗魚等。島上植被以耐鹽植物為主，較少高大喬木。由於人類活動有限，使該地維持較為原始的生態狀態。

## 交通與進入方式
目前煙嶼無固定對外交通，僅能透過軍方或特殊許可的船隻抵達，一般遊客無法自由登島。由於地理位置接近烈嶼，在退潮時，部分潮間帶區域可能可供步行進入，但需注意安全。